# Clubbed to Death
«Clubbed to Death» (с англ. — «Избитый до смерти») — песня, выпущенная в 1995 году Робом Дуганом. В 1999 году, в связи с выходом фильма «Матрица», она вновь привлекла к себе внимание, поскольку была включена в саундтрек фильма. Позже песня была переиздана в 2002 году как сингл с новыми ремиксами.

## Интересные факты
Роб Дуган часто пробовал различные вариации одного и того же трека, которые обычно включались в выпуск сингла. Так называемая «Kurayamino variation» несравнимо более известная вариация «Clubbed to Death» из-за того, что она гораздо чаще проигрывалась по радио и в клубах, а также из-за того, что чуть позже она была включена в саундтрек к фильму «Матрица».
Музыка включает в себя вариации из произведения Эдуарда Элгара «Энигма-вариации» («Загадочные вариации», «Вариации Энигма»).
В переводе с японского языка, «Kurayamino variation» означает «вариация тьмы» (暗闇（くらやみ） kurayami означает «тьма»). Подобное название окрасило данную вариацию в трагическом стиле, равно как и изначальное вдохновение Дугана мрачными японскими писателями, такими как Юкио Мисима и Ясунари Кавабата.

## Список композиций

### Clubbed to Death (CD)
Mo Wax, MW037CD, 1995
1. «The First Mix» — 7:12
2. «Kurayamino Variation» — 7:29
3. «La Funk Mob Variation» — 8:08
4. «Peshay Remix» — 6:06
5. «Spoon Mix» remixed by Carl Craig — 5:55
6. «Clubbed to Death Darkside» remixed by La Funk Mob — 5:05

### Clubbed to Death #1
Mo Wax, MW037, 1995
1. «La Funk Mob Variation»
2. «Clubbed to Death Darkside»
3. «The First Mix»

### Clubbed to Death #2
Mo Wax, MW037R, 1995
1. «Kurayamino Variation»
2. «Peshay Remix»
3. «Spoon Mix»
4. «Totally Waxed Remix» remixed by Wax Doctor

## Чарты
| Чарты (2002)                    | Пиковая позиция |
| ------------------------------- | --------------- |
| Ирландия (IRMA)                 | 27              |
| Великобритания (OCC UK Singles) | 24              |